# Plaza de la Paz en Creel
La Plaza de la Paz de Creel es un espacio de memoria construido en 2009 para conmemorar a las 13 personas asesinadas por un comando armado en  Creel ocurrida la noche del 16 de agosto del 2008.

## Antecedentes
Después de la Masacre Creel, Chihuahua, los familiares de las víctimas, miembros de la comunidad de Creel y asociaciones civiles que velan por los derechos humanos, se propusieron luchar contra la impunidad y contra el olvido comenzando a apropiarse de la plaza en donde ocurrieron los hechos.
En los primeros meses después de la masacre, la plaza se llenó de diversos artefactos de memoria: flores, velas, fotografías, cartulinas con mensajes. Los familiares habitaban este lugar y ejercían allí su derecho al duelo público. Sin embargo, a partir del primer aniversario, empezaron las negociaciones con gente de la Procuraduría del Estado con el ánimo de construir allí una plaza de la paz, un lugar para conmemorar a sus víctimas.
Después de varias reuniones y pláticas con los arquitectos, se construyó una plaza donde se colocó una placa y la estatua de una mujer abrazando a un bebé, marcas que incomodaron a los miembros de la comunidad. 
En la placa se lee: “El amor y la verdad se dan cita, la justicia y la paz se besan, la verdad brota de la tierra y la justicia se asoma desde el cielo”, consigna que, de acuerdo con los familiares, representaba la forma en que oficialmente se reconocía la impunidad, sin apelar a la justicia de los hombres, sino a la de Dios. Por otro lado, la estatua colocada al centro era significada por ellos como un señalamiento hacia las madres que habían perdido a sus hijos en el 16 de agosto del 2008, como exhibiendo que la masacre ocurrió por no haber cuidado a sus hijos, acciones que generaron un distanciamiento de los familiares con el significado que la autoridad pretendía darle a la plaza. Decidieron dejarlas como constancia de la ineficiencia e indolencia con que las autoridades las han tratado en todo momento.
Pese a ello, cada año organizan una marcha conmemorativa que parte del templo del centro del pueblo y culmina con un acto solemne en dicha plaza, con la misma decisión con la que acuden a ella en la fecha en que cumpliría años cada uno de los jóvenes, porque fue ahí donde los asesinaron. Por tanto, no están dispuestos a que les arrebaten el significado que para ellos tiene ese lugar.

## Resignificar y apropiarse del espacio
En el año 2016, en el octavo aniversario de la masacre, familiares, junto con el colectivo RECO, en colaboración con el muralista Mode Orozco de Tijuana, intervinieron el lugar pintando los rostros de las trece personas ahí ultimadas, cambiándole el significado a la plaza y el sentido al mensaje irónico plasmado por el Estado.
En esta intervención, se reconoce a los asesinados como víctimas, no como los "delincuentes" por los que los quiso hacer pasar la autoridad, combatiendo el estigma social que se genera bajo el manto de ideas descalificadoras como: “si les paso algo, es porque en algo andaban”, alimentando la impunidad y condenando al olvido lo ocurrido.
Colocar los rostros es una forma de darle identidad a las cifras y de mostrar que no tienen, ni tuvieron nada que ocultar, que son víctimas y en esa medida deben ser recordados, conmemorados y honrados. Ahora este espacio se habita con estas trece miradas y los familiares lo visitan especialmente cada 16 de agosto. De allí sale la marcha conmemorativa y se le reclama al Estado por la impunidad en la que siguen hasta el día de hoy estos asesinatos.

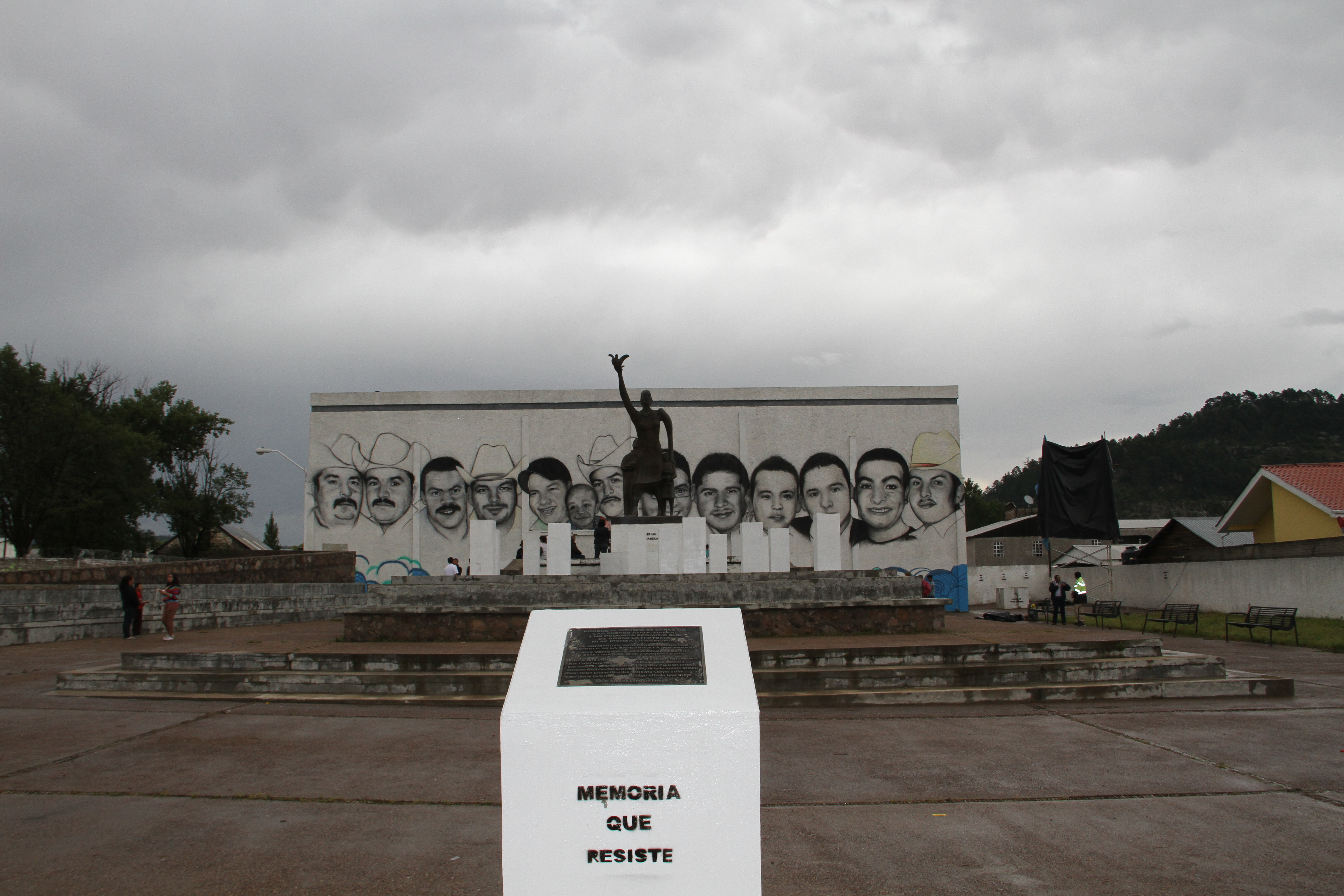
Plaza de la Paz después de la intervención
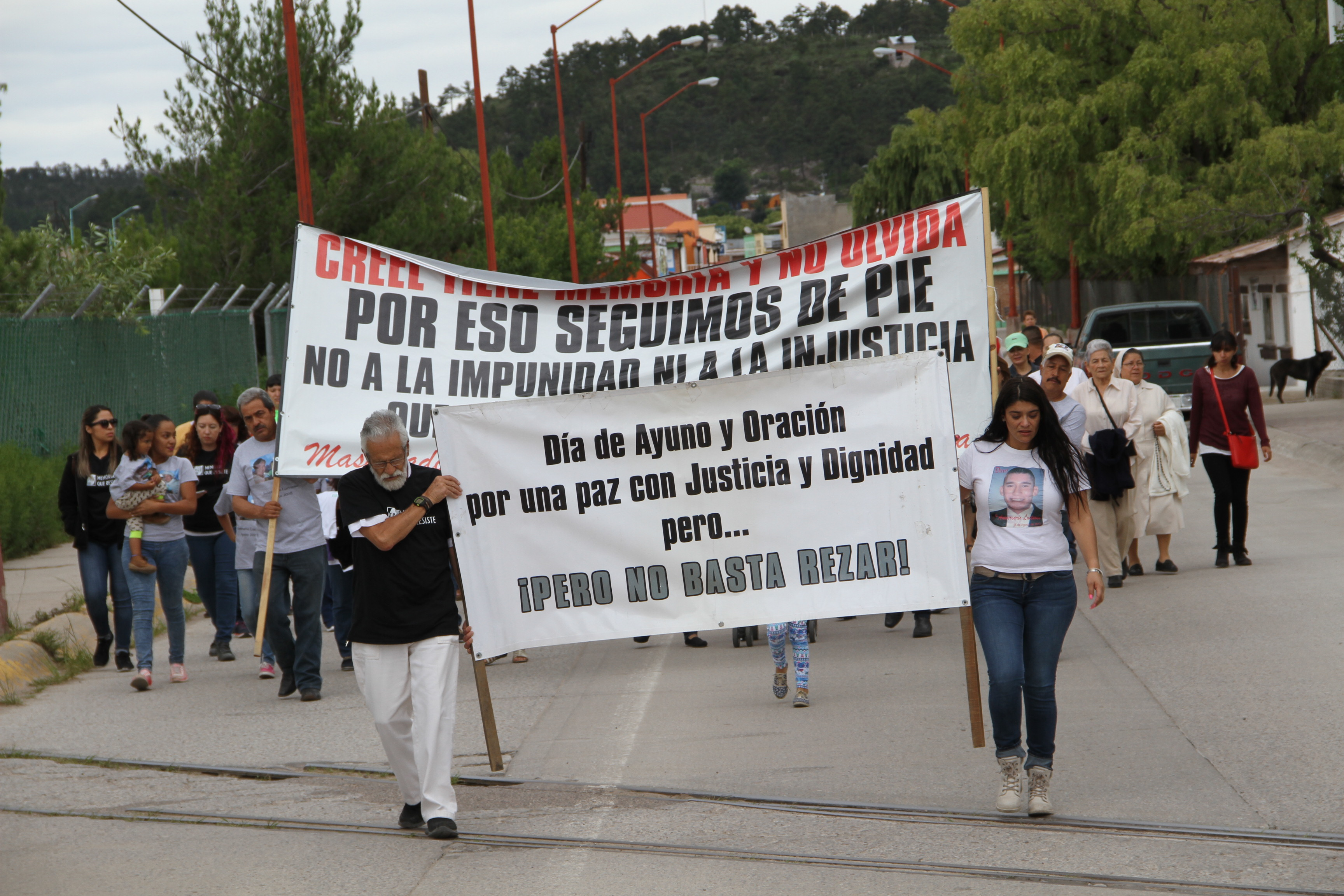
Marcha conmemorativa del octavo aniversario
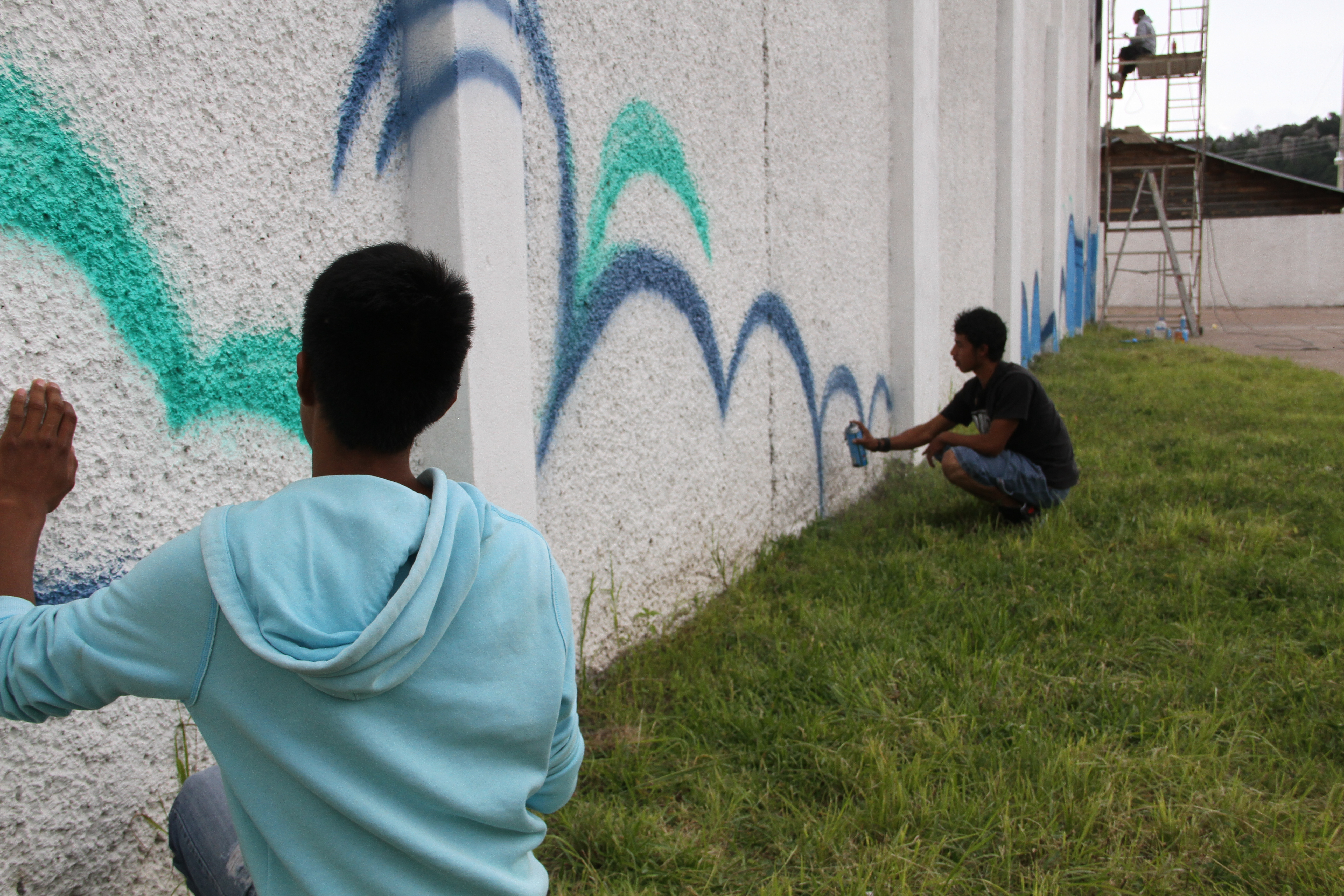
Muralistas durante la intervención
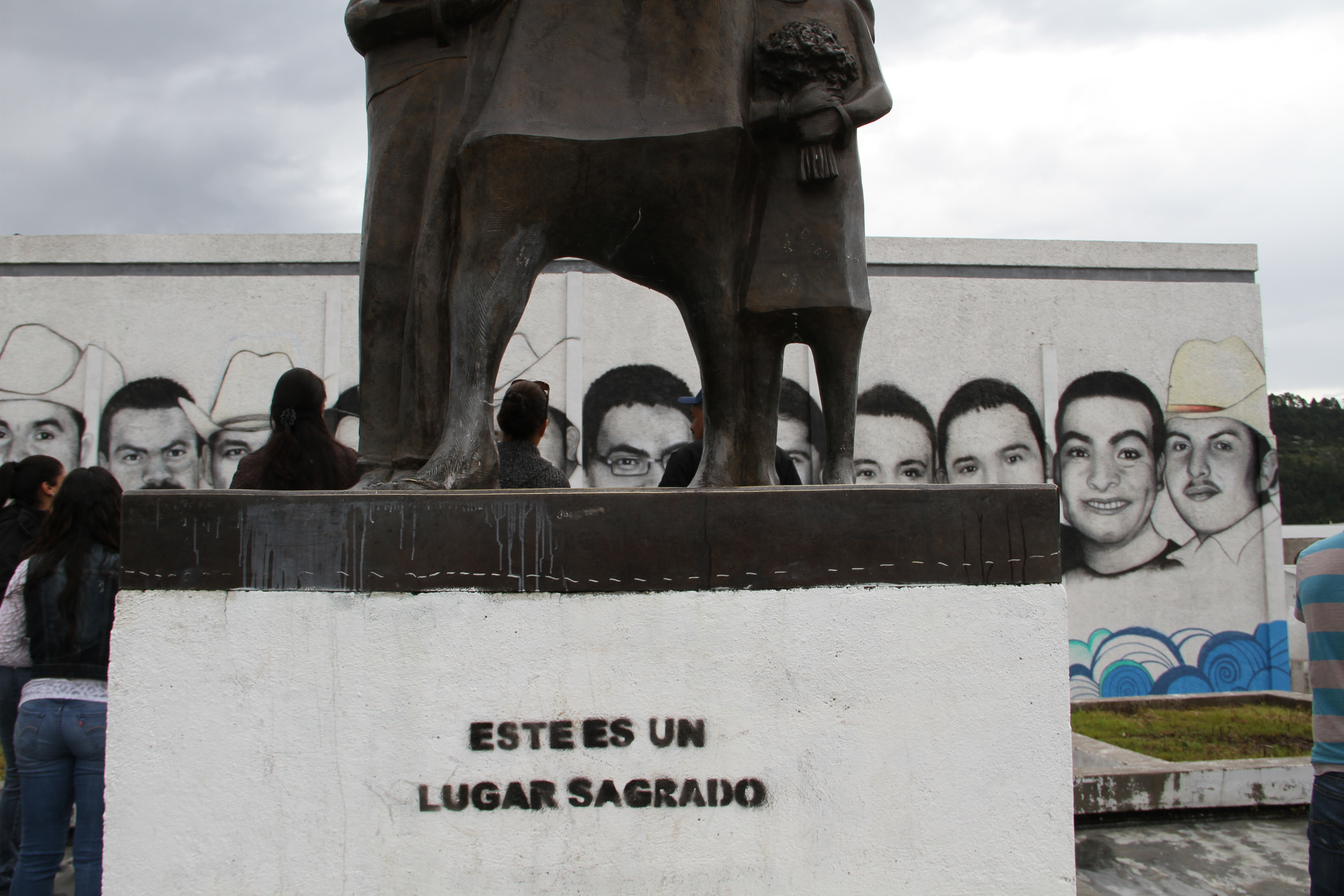
"Este es un lugar sagrado"

## Plaza de la memoria
Con el paso del tiempo, el significado de la Plaza de la Paz se fue desdibujando y su existencia destacó las contradicciones de las autoridades en tierno pues la plaza era un modo de reivindicar la empatía y solidaridad gubernamental, pero sin mostrar avances ni compromiso en las investigaciones. Situación que propició la desconfianza de la comunidad.
A dos años de la intervención, en 2018 los familiares con apoyo del gobierno de Chihuahua quitaron la estatua de la mujer que estaba colocada al centro, y con la cual nunca se sintieron identificados, y construyeron una serie de espejos de agua con el objetivo de que los miembros de la comunidad pudieran continuar con la reapropiación de un espacio que fue edificado por el Estado.
Después de que en 2019 se colocaran unas losetas en la plaza con leyendas y pasajes alusivos a las víctimas de esta masacre, se le comenzó a llamar por los familiares como la Plaza de la Memoria. El espacio es hoy un memorial que identifica a los miembros de la comunidad porque el significado que comparten se materializa en un lugar común y estabiliza la permanencia del recuerdo y de la búsqueda de justicia.

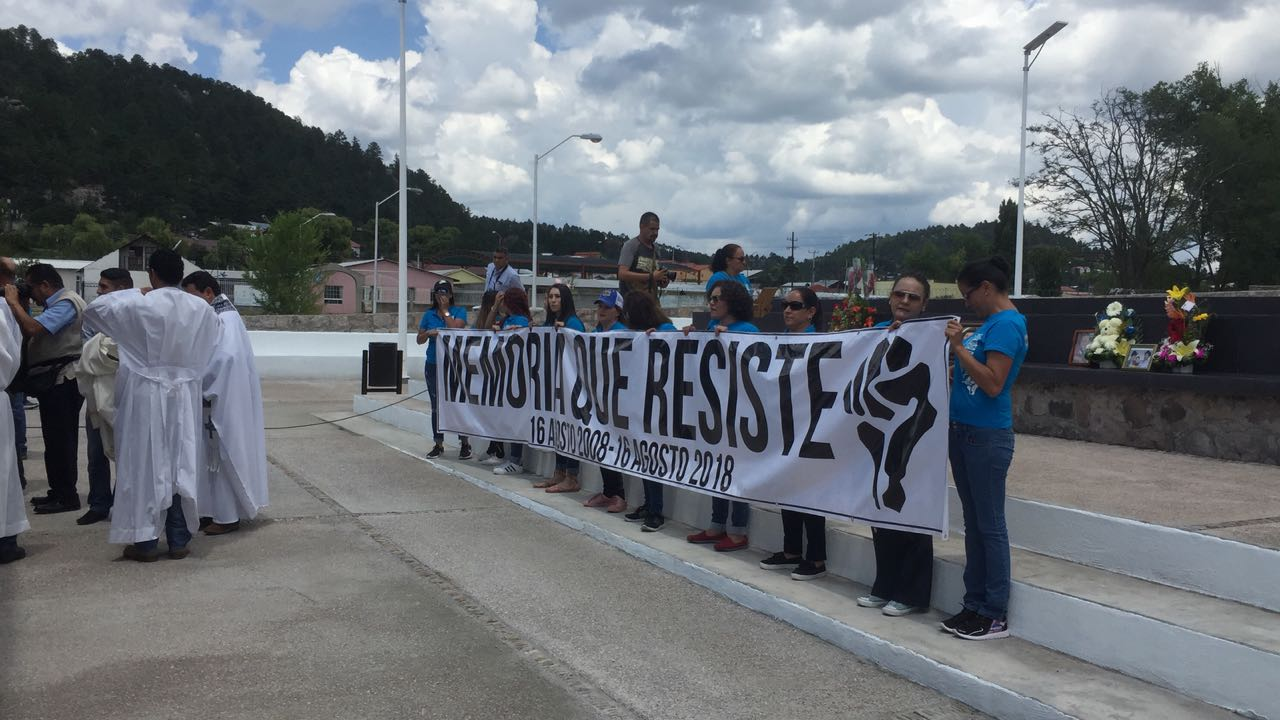
Familiares de las víctimas sostienen pancarta durante la décima conmemoración de la masacre
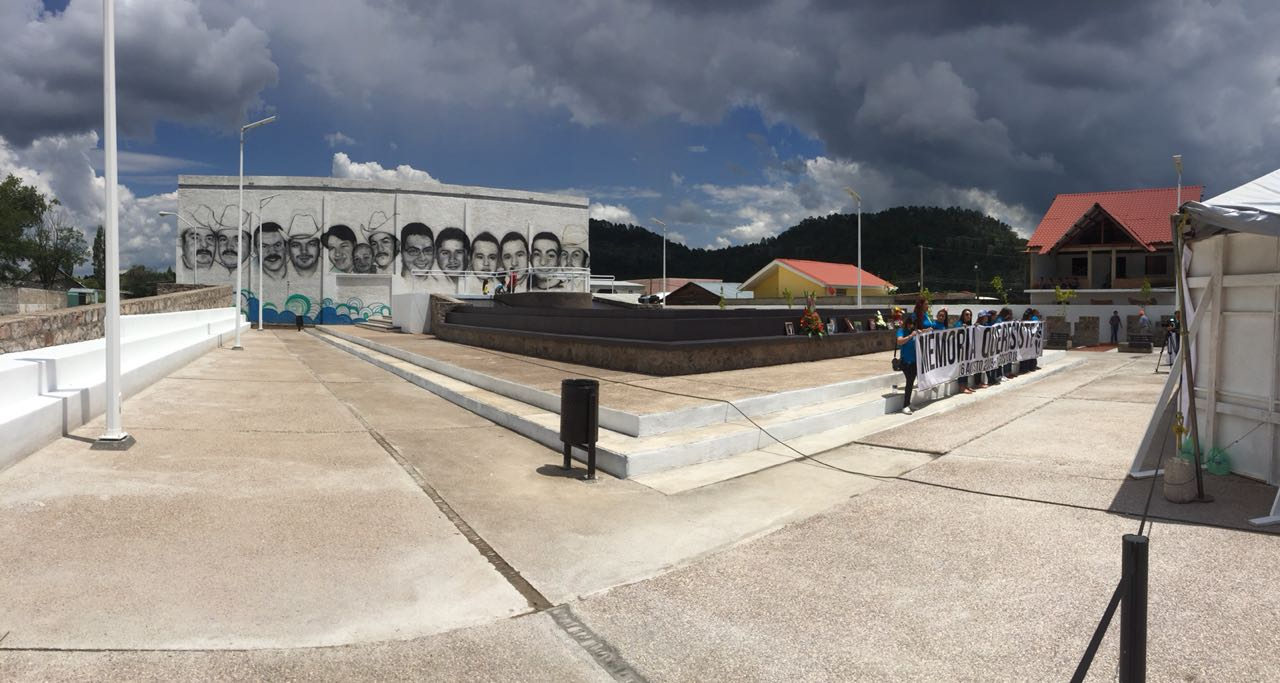
Vista de la plaza con las modificaciones emprendidas por los familiares
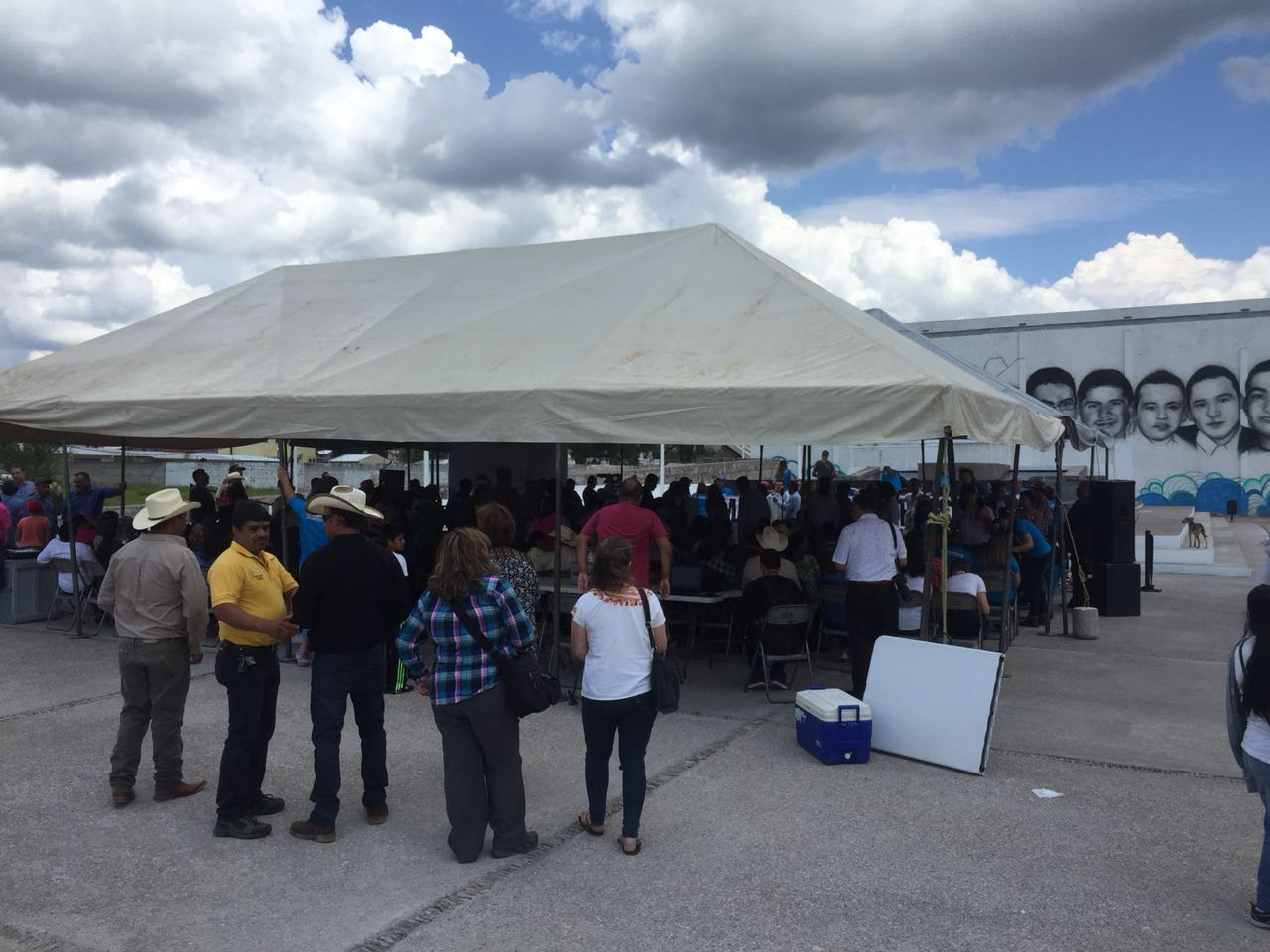
Miembros de la comunidad participando en la conmemoración

## Memoria que resiste
Ante la impunidad y la falta de una verdad histórica que esclarezca los hechos y finque las responsabilidades a quienes corresponde, los deudos y la comunidad de Creel continúan apostado por la memoria, tanto para conmemorar la masacre en el mismo espacio y en la misma fecha cada año y con ello mantener vivo el recuerdo de sus familiares asesinados, como para mantener la exigencia de justicia y castigo a los culpables, para limpiar el nombre de sus seres queridos sosteniendo que fueron víctimas y no delincuentes como se les pretende encasillar para concluir las investigaciones.
La memoria que resiste a la injusticia es fundamental para la elaboración del duelo. Es lo que le da sentido a su dolor y a sus acciones a partir de la masacre. Es lo que permite honrar a sus muertos. La esperanza de que se haga justicia no sólo permitirá cerrar un suceso tan doloroso, sino que se convierte en un requisito necesario, aunque no suficiente, para que los crímenes de lesa humanidad no se repitan. 
En el 2020, a 12 años de la masacre y por el contexto de la pandemia Covid-19,  la Universidad Autónoma de Baja California, La Red Mexicana de Lugares de Memoria, La Colectiva Desobdc y el Laboratorio de Paz de CALAS, UDG realizaron una pieza audiovisual para acompañar, desde la distancia, a los familiares.
Hasta la fecha, se han detenido a Sandro Romero y a Luis Raúl Pérez, quienes facilitaron la huida de los perpetradores de la masacre.